# Letzigrund
Letzigrund is een voetbalstadion gelegen in Zürich. Het stadion is de thuisbasis van profvoetbalclub FC Zürich, en werd gebruikt als een van de 8 stadions voor het Europees kampioenschap voetbal 2008. Het stadion werd geopend in 1925. In 2005 is begonnen met een grondige onderhoudsbeurt, waarbij ook de capaciteit werd vergroot. In september 2007 is het stadion heropend. Het voetbalelftal van FC Zürich week één seizoen uit naar het Hardturm stadion van competitiegenoot Grasshoppers. 
 Het stadion wordt ook gebruikt voor de atletiekwedstrijd Weltklasse Zürich die jaarlijks wordt gehouden. De Europese kampioenschappen atletiek 2014 werden ook in het Letzigrund stadion gehouden.

## Concerten
- 2012: optreden Madonna
- 2016: optreden Beyoncé
- 2023: optreden Coldplay
- 2024: optreden Taylor Swift(the Eras Tour)
- 2024: optreden Bruce Springsteen